# غواصة من فئة يو-1 (النمسا-المجر)
يو-1 (وتسمى أيضًا Lake-type  ) كانت فئة من غواصتين تم بناؤها وتشغيلها بواسطة البحرية النمساوية المجرية (بالألمانية: kaiserliche und königliche Kriegsmarine)‏. تتكون الفئة من غواصات يو-1 و يو2. وقد تم بناء هذه القوارب أعتمادا على تصميم أميركي في بولا بعد فشل مقترحات التصميم المحلي بإقناع البحرية باعتماده. تم إنشاء هذه الفئة بين عامي 1907 و 1909، وكانت جزءًا من الجهود التي بذلتها البحرية النمساوية المجرية لتقييم ثلاثة تصاميم غواصات أجنبية بشكل تنافسي.